# Deutsch-baltische Einigungspartei
Die Deutsch-baltische Einigungspartei (DbEP) war eine Partei der deutschen Minderheit in Lettland zwischen 1920 und 1934.
Die DbEP wurde am 25. Februar 1920 gegründet. Vorsitzender war 1920 bis 1925 Egon Knopp (1876–1933), 1925 bis 1933 Ernst Ehlers (1885–1958) und von 1933 bis 1934 Otto Dollinger (* 1880).
Die Partei, die bürgerliche Positionen der Mitte vertrat, verstand sich als besondere Vertretung Libaus. Sie trat bei Wahlen zur Saeima als Teil des Ausschusses der Deutschbaltischen Parteien auf. Sie stellte mit Egon Knopp und John Carl Hahn insgesamt zwei Abgeordneten.
Nach einem Staatsstreich am 15. Mai 1934 wurden die Parteien, darunter auch die Deutsch-baltische Einigungspartei, von Kārlis Ulmanis verboten und die Saeima aufgelöst.